# Głód serca
Głód serca – polski film obyczajowy z 1986 roku.
Film przedstawia żyjących samotnie kobietę i mężczyznę, których drogi życiowe przecinają się w wyniku zbiegu okoliczności. Janusz (architekt w Mazowieckim Biurze Projektów) poznaje przypadkowo 10-letniego chłopca, Pawła. Mimo różnicy zaprzyjaźniają się, spędzają ze sobą dużo czasu. Samotny mężczyzna poznaje z czasem także matkę chłopca, Marię (psycholog), która początkowo nie jest zadowolona z nowej znajomości jej syna, jednak z czasem przekonuje się do Janusza, a następnie zbliża się do niego także uczuciowo.
Muzykę do filmu skomponował Seweryn Krajewski. Wykorzystano także piosenkę jego autorstwa pt. „Baw mnie” (słowa Jacek Cygan).

## Obsada
- Ewa Kasprzyk - Maria Chojnacka
- Jerzy Zelnik - Janusz Boreczny
- Krzyś Wojdat - Paweł Chojnacki, syn Marii
- Barbara Drapińska - właścicielka psa
- Teresa Sawicka - przyjaciółka Marii
- Ewa Skibińska - Ewa Boreczna, żona Janusza
- Marek Bargiełowski - docent Krajewski
- Henryk Machalica - ojciec Marii
- Zdzisław Wardejn - przyjaciel Janusza
- Urszula - koleżanka Janusza w biurze
- Mieczysław Janowski - kolega Janusza w biurze
- Bożena Baranowska - Krajewska
- Irena Malarczyk - ciotka Janusza
- Irena Szymkiewicz - sąsiadka Marii
- Maciej Szary - Jerzy, szef Marii
- Andrzej Szopa - świadek wypadku
- Henryk Niebudek - lekarz pogotowia
- Anita Białek -
- Andrzej Kowalik -